# Pace di Füssen
La pace di Füssen concluse il 22 aprile 1745 in Füssen (Baviera) l'intervento bavarese nella guerra di successione austriaca (1741 – 1748) e fu stipulata fra l'Elettorato di Baviera e l'Austria.

## Gli antefatti
Dopo che le truppe bavaresi insieme a quelle francesi avevano occupato Praga nel novembre del 1741 Carlo Alberto di Wittelsbach, principe elettore di Baviera, si fece nominare Re di Boemia. Poche settimane dopo, il 14 gennaio 1742 fu eletto imperatore del Sacro Romano Impero, titolo rimasto vacante da due anni, dopo la morte di Carlo VI d'Asburgo (1685 – 1740) e il 7 febbraio del medesimo anno fu incoronato in Francoforte con il nome di Carlo VII. Tuttavia, nello stesso giorno della sua incoronazione, le truppe austriache invadevano la Baviera occupando Monaco e saccheggiandone la residenza del principe elettore, che non poté quindi più rientrare in patria. Dopo alterne vicende della guerra, l'ingresso nel conflitto dell'Inghilterra dalla parte dell'Austria nel 1743 sembrò volgere le fortune a favore di quest'ultima e della sua sovrana Maria Teresa. L'intervento di Federico II di Prussia, che aprì la seconda guerra di Slesia nell'agosto del 1744, sembrò dare un po' di respiro alla Baviera, dalla quale le truppe austriache dovettero ritirarsi consentendo il rientro di Carlo Alberto. Tuttavia si trattò solo di una breve pausa, poiché poco dopo gli austriaci occuparono la Baviera e Carlo Alberto si sottrasse a mala pena alla cattura da parte del nemico.
All'inizio del 1745 tuttavia, le truppe bavaresi, con l'appoggio francese, riuscirono a rientrare in Monaco ove però Carlo Alberto morì dopo pochi giorni (20 gennaio 1745).
Il suo successore Massimiliano Giuseppe (1717 – 1777) iniziò immediatamente le trattative di pace con l'Austria, giungendo rapidamente ad un trattato preliminare che fu poi presto ratificato e divenne definitivo.

## Contenuto
Il trattato di pace consisteva in 17 articoli, due articoli a parte ed una clausola segreta aggiuntiva.
La Baviera rinunciava ai suoi diritti di successione al titolo di imperatore del Sacro Romano Impero e riconosceva la validità della Prammatica sanzione austriaca.
L'Austria dal canto suo rinunciava alle richieste di risarcimenti di guerra, ritirava le sue truppe dalla Baviera e riconosceva postuma la dignità di imperatore del Sacro Romano Impero all'ormai defunto Carlo Alberto di Wittelsbach. Massimiliano Giuseppe inoltre prometteva di sostenere l'elezione del marito di Maria Teresa, Francesco Stefano, ad imperatore e di convincere i principi elettori del Palatinato e di Colonia, suoi parenti e membri del Casato di Wittelsbach, a fare altrettanto.
Il trattato di pace fu firmato il 22 aprile 1745 a Füssen dal plenipotenziario bavarese principe Giuseppe di Fürstenberg e dal capo della delegazione austriaca per le trattative, conte Rodolfo di Colloredo.